# Tố Nga (ca sĩ)
Tố Nga (tên đầy đủ là Nguyễn Tố Nga) sinh ngày 11 tháng 12 năm 1976 tại xã Xuân Giang, huyện Nghi Xuân, tỉnh Hà Tĩnh, là ca sĩ Việt Nam, được phong Nghệ sĩ ưu tú vào năm 2016. Hiện cô là ca sĩ của Nhà hát Ca múa nhạc Việt Nam.

## Sự nghiệp
Năm 1997, sau khi tốt nghiệp Trường Trung cấp Văn hóa Nghệ thuật Hà Tĩnh, Tố Nga đã được Ban Giám hiệu nhà trường và Sở Văn hóa - Thể thao và Du lịch Hà Tĩnh giới thiệu học thanh nhạc tại Nhạc viện Hà Nội (nay là Học viện Âm nhạc Quốc gia). Cũng trong năm đó, chị tiếp tục thi tuyển vào Trường Cao đẳng Văn hóa - Nghệ thuật Quân đội (nay là Trường Đại học Văn hóa - Nghệ thuật Quân đội), sau đó tốt nghiệp vào năm 1999. Cùng năm này, Tố Nga giành giải ba tại Cuộc thi Giọng hát hay Hà Nội và được đặc cách vào làm việc tại Nhà hát Ca múa nhạc Việt Nam.
Năm 2019, Tố Nga công bố sáng tác đầu tay của mình là "Thương quê" phổ nhạc từ lời thơ của nhà thơ Phương Thảo.
Năm 2021, bộ phim ca nhạc "Điều không thể mất" do Tố Nga đảm nhiệm vai trò giám đốc sản xuất và học trò - Á quân giọng hát hay Hà Nội 2020 Lê Minh Ngọc đảm nhiệm vai chính được phát sóng trên Đài truyền hình Việt Nam.
Tháng 11 nắm 2022, tại Nhà hát Lớn Hà Nội, Tố Nga tổ chức Liveshow âm nhạc lấy tên là "Dòng sông đa tình".
Tháng 9 năm 2023, Tố Nga được vinh danh trong liveshow Con đường âm nhạc do VTV tổ chức. Cùng năm này Tố Nga làm huấn luyện viên cho dòng nhạc dân gian tại "Tiếng hát Hà Nội".

## Sản phẩm âm nhạc

### Album phòng thu
- Vol.1: Một khúc tâm tình người Hà Tĩnh
- Vol.2: Mời anh về Hà Tĩnh
- Vol.3: Cảm xúc từ câu hò điệu ví
- Vol.4: Dòng sông đa tình
- Vol.5: Giếng quê
- Vol.6: Thương quê
- Vol.7: Cánh Võng Mẹ Ru
- Vol.8: Miền quê em
- Vol.9: Hai đầu nỗi nhớ
- Vol.10: Thương ơi lòng mẹ
- Vol.11: Xin đừng trách đa đa
- Vol.12: Trăng
- Vol.13: Mưa
- Vol.14: Ta

### MV
- "Về xứ Nghệ cùng em" (2017)
- "Sống mãi với thu vàng" (2018)
- "Ở hai đầu nỗi nhớ" (2018)
- "Cúc ơi" (2018)
- "Gửi vào thương nhớ" (2019)
- "Lời ru của mẹ" (2020)

### Liveshow cá nhân
- "Dòng sông đa tình" (2022)

### Những ca khúc thể hiện thành công
- Miền quê tuổi thơ tôi
- Một khúc tâm tình của Người Hà Tĩnh
- Quảng Bình quê ta ơi
- Hà Tĩnh mình thương
- Thương về Miền Trung...

## Tác phẩm

### Phim
- "Điều không thể mất": phim ca nhạc - VTV (2021)

### Sáng tác
- "Thương quê" (2019) phổ nhạc từ lời thơ của nhà thơ Phương Thảo.

## Giải thưởng
- Huy chương vàng hội diễn học sinh, sinh viên chuyên nghiệp toàn quốc
- Huy chương vàng liên hoan tiếng hát miền Trung tại Nha Trang
- Huy chương vàng tiếng hát Làng Sen tại Nghệ An
- Giải ba cuộc thi Giọng hát hay Hà Nội năm 1999
- Huy chương Vàng Hội diễn ca múa nhạc chuyên nghiệp toàn quốc...[1]

## Vinh danh
- Con đường âm nhạc - VTV Tháng 9 năm 2023

## Đời tư
Tố Nga và người chồng cũ yêu nhau 12 năm, sau đó cưới nhau được 8 năm thì ly hôn. Họ có 1 con trai thường gọi là Su Su.